# Carlos Delgado Rodríguez
Carlos Javier Delgado Rodríguez (Puerto Real, Cádiz, España, 22 de abril de 1990), conocido como Carlos Delgado, es un futbolista español. Juega de defensa y actualmente pertenece al Odisha Football Club de la Superliga de India.

## Trayectoria
El defensa se formó futbolísticamente en las categorías inferiores del C.D. La Salle de Puerto Real, de donde pasó al Málaga CF en la edad Cadete. También ha vestido las camisetas del Sparta de Rotterdam, Valladolid B, Almería B, Orihuela Club de Fútbol y durante dos temporadas en el Valencia Mestalla, filial del Valencia, equipo con el que jugó 23 partidos en la última temporada en el filial valencianista. Anteriormente en la 2012/13 llegó a jugar en Liga de Campeones con el primer equipo che ante el Lille (partido completo), venciendo por dos goles a cero.
Más tarde ficharía por el CD Leganes con el que ascendería a segunda división y en pretemporada de la temporada 2015-16, firmaría con el Recreativo de Huelva.
En 2016, firma con el Albacete Balompié. El Albacete ha oficializado el fichaje del central gaditano, que la temporada anterior disputó 32 partidos con el Decano en la categoría de bronce de nuestro fútbol, la Segunda División B.
En enero de 2018, tras la salida de Adri del Albacete Balompié, se hace con el brazalete de capitán del club manchego. En verano de 2018, tras el ascenso a Segunda División, Carlos se marcharía al CD Castellón, club en el que firmaría por varias temporadas.
En julio de 2019, Carlos Delgado se marcha cedido al Delhi Dynamos FC de la Superliga de India durante la temporada 2019-20.
En junio de 2020 tras su paso por la India volvió al CD Castellón para jugar en la Segunda División de España.
En la temporada 2021-22, se compromete con el Atlético Baleares de la Primera División RFEF.
El 18 de junio de 2022, firma por el Odisha Football Club de la Superliga de India.

## Clubes
| Club                                 | País         | Año             |
| ------------------------------------ | ------------ | --------------- |
| Málaga B                             | España       | 2007-2009       |
| Valladolid B                         | España       | 2009-2010       |
| UD Almería B                         | España       | 2010-2011       |
| Sparta Rotterdam (cedido)            | Países Bajos | 2011            |
| Orihuela CF                          | España       | 2011-2012       |
| Valencia CF Mestalla                 | España       | 2012-2014       |
| CD Leganés                           | España       | 2014-2015       |
| Recreativo de Huelva                 | España       | 2015-2016       |
| Albacete Balompié                    | España       | 2016-2018       |
| CD Castellón                         | España       | 2018-2019       |
| Delhi Dynamos Football Club (cedido) | India        | 2019-2020       |
| CD Castellón                         | España       | 2020-2021       |
| Atlético Baleares                    | España       | 2021-2022       |
| Odisha Football Club                 | India        | 2022-Actualidad |